# Lewici

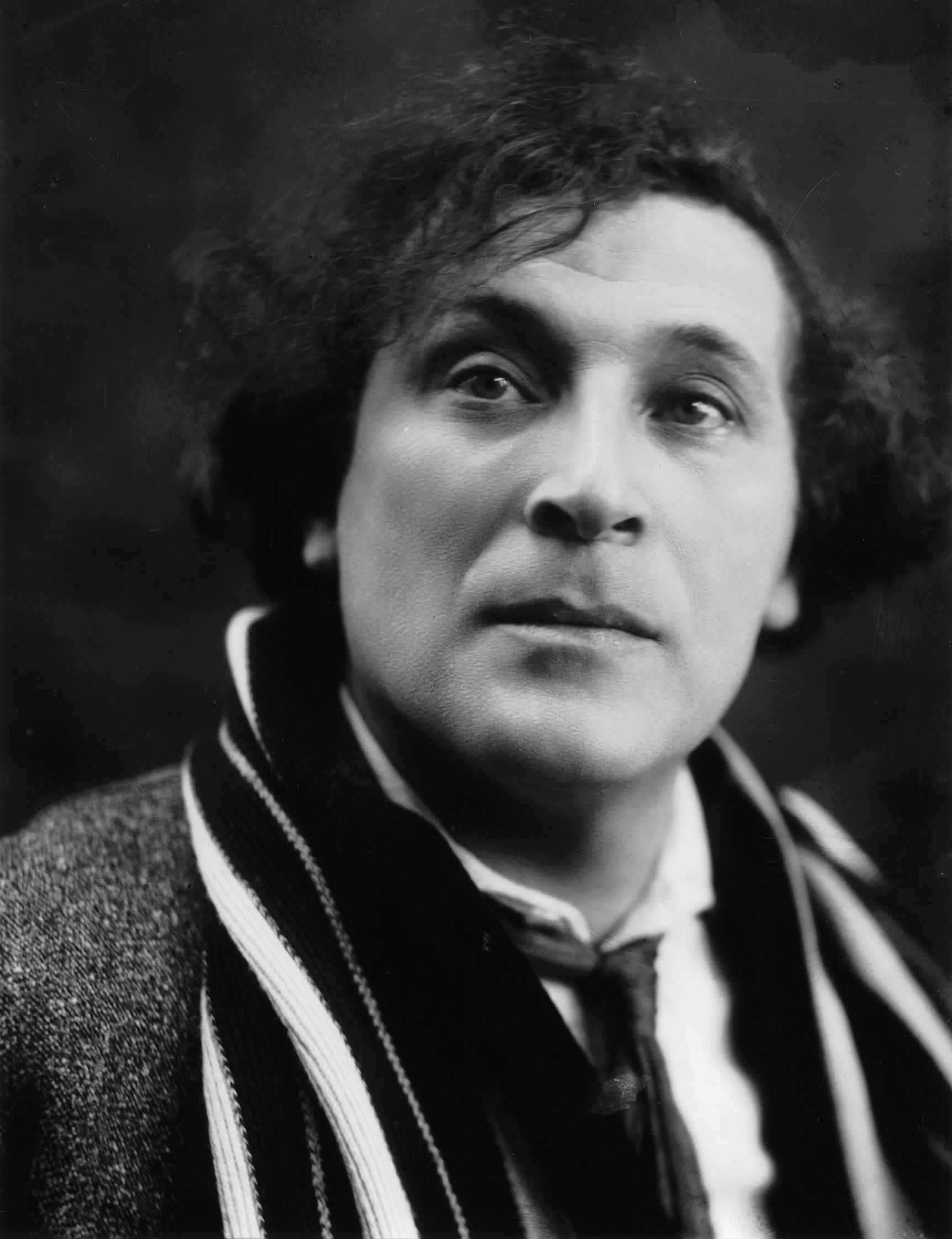
Malarz Marc Chagall, którego pierwotne nazwisko lewickie brzmiało Segal (akronim od hebrajskiego Segan Levi)

Lewici – współczesna grupa żydowskich mężczyzn deklarujących pochodzenie w linii męskiej od starotestamentowego plemienia Lewiego.

## Populacja Lewitów
Badania genetyczne populacji Lewitów wykazały, że nie są oni nosicielami typowo semickich haplogrup J1 i J2, lecz mutacji R1a oznaczonej jako R1a-Y2619.